# Oncideres dejeanii
Oncideres dejeanii es una especie de escarabajo longicornio de la subfamilia Lamiinae. Fue descrita científicamente por Thomson en 1868.
Se distribuye por Argentina, Brasil, Uruguay y Paraguay. Posee una longitud corporal de 17,5-27 milímetros. El período de vuelo de esta especie ocurre en los meses de enero, febrero, marzo, agosto, septiembre, octubre, noviembre y diciembre.
Oncideres dejeanii se alimenta de una gran variedad plantas y arbustos de las familias Polygonaceae, Salicaceae, Moraceae, Proteaceae, Flacourtiaceae, Euphorbiaceae, subfamilia Caesalpinioideae, entre otras.